# Cannon AFB (Novo México)
Cannon AFB é uma Região censo-designada localizada no estado americano de Novo México, no Condado de Curry.

## Demografia
Segundo o censo americano de 2000, a sua população era de 2557 habitantes.

## Geografia
De acordo com o United States Census Bureau tem uma área de
13,7 km², dos quais 13,7 km² cobertos por terra e 0,0 km² cobertos por água.

## Localidades na vizinhança
O diagrama seguinte representa as localidades num raio de 28 km ao redor de Cannon AFB.